# Écausseville
Écausseville és un municipi francès situat al departament de la Manche i a la regió de Normandia. L'any 2007 tenia 105 habitants.

## Demografia

### Població
El 2007 la població de fet d'Écausseville era de 105 persones. Hi havia 32 famílies de les quals 8 eren unipersonals (4 homes vivint sols i 4 dones vivint soles), 4 parelles sense fills, 12 parelles amb fills i 8 famílies monoparentals amb fills.
La població ha evolucionat segons el següent gràfic:
Habitants censats

### Habitatges
El 2007 hi havia 46 habitatges, 39 eren l'habitatge principal de la família, 6 eren segones residències i 1 estava desocupat. Tots els 45 habitatges eren cases. Dels 39 habitatges principals, 27 estaven ocupats pels seus propietaris, 11 estaven llogats i ocupats pels llogaters i 1 estava cedit a títol gratuït; 2 tenien dues cambres, 2 en tenien tres, 8 en tenien quatre i 27 en tenien cinc o més. 15 habitatges disposaven pel capbaix d'una plaça de pàrquing. A 21 habitatges hi havia un automòbil i a 16 n'hi havia dos o més.

### Piràmide de població
La piràmide de població per edats i sexe el 2009 era:
| Homes | Edats   | Dones |
| ----- | ------- | ----- |
| 0     | 95 o +  | 0     |
| 0     | 90 a 94 | 0     |
| 0     | 85 a 89 | 0     |
| 0     | 80 a 84 | 8     |
| 0     | 75 a 79 | 0     |
| 8     | 70 a 74 | 0     |
| 0     | 65 a 69 | 4     |
| 0     | 60 a 64 | 4     |
| 0     | 55 a 59 | 4     |
| 8     | 50 a 54 | 8     |
| 0     | 45 a 49 | 0     |
| 0     | 40 a 44 | 0     |
| 4     | 35 a 39 | 4     |
| 0     | 30 a 34 | 4     |
| 0     | 25 a 29 | 8     |
| 0     | 20 a 24 | 0     |
| 4     | 15 a 19 | 0     |
| 4     | 10 a 14 | 0     |
| 4     | 5 a 9   | 0     |
| 0     | 0 a 4   | 0     |

## Economia
El 2007 la població en edat de treballar era de 60 persones, 43 eren actives i 17 eren inactives. De les 43 persones actives 35 estaven ocupades (22 homes i 13 dones) i 8 estaven aturades (4 homes i 4 dones). De les 17 persones inactives 8 estaven jubilades, 7 estaven estudiant i 2 estaven classificades com a «altres inactius».
Activitats econòmiques
Dels 2 establiments que hi havia el 2007, 1 era d'una empresa de comerç i reparació d'automòbils i 1 d'una empresa de serveis.
L'únic servei als particulars que hi havia el 2009 era un veterinari.
L'any 2000 a Écausseville hi havia 9 explotacions agrícoles que ocupaven un total de 492 hectàrees.

## Poblacions més properes
El següent diagrama mostra les poblacions més properes.